# Fernwärmespeicher

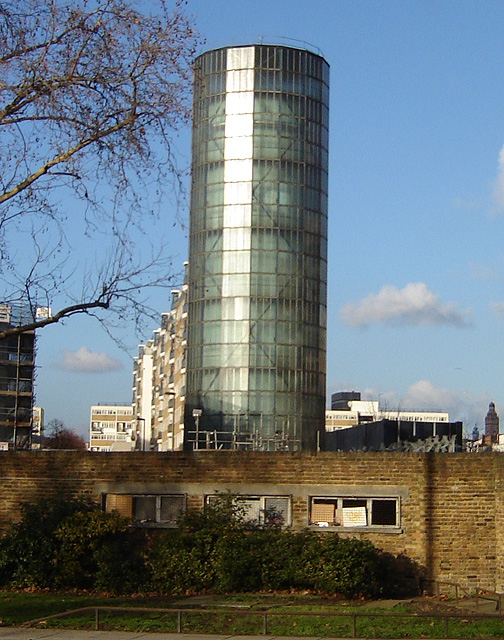
Fernwärmespeicher zur Beheizung von 1.600 Wohneinheiten in London; errichtet etwa 1960.

Fernwärmespeicher sind zumeist drucklose, mit Wasser gefüllte Behälter, die Schwankungen im Wärmebedarf des Fernwärmenetzes bei gleicher Erzeugungsleistung der Fernheizwerke ausgleichen sollen. Analog kann diese Art der Wärmespeicher auch in Fernkältenetzen zur Speicherung von Kaltwasser eingesetzt werden.

## Anwendung und Nutzen

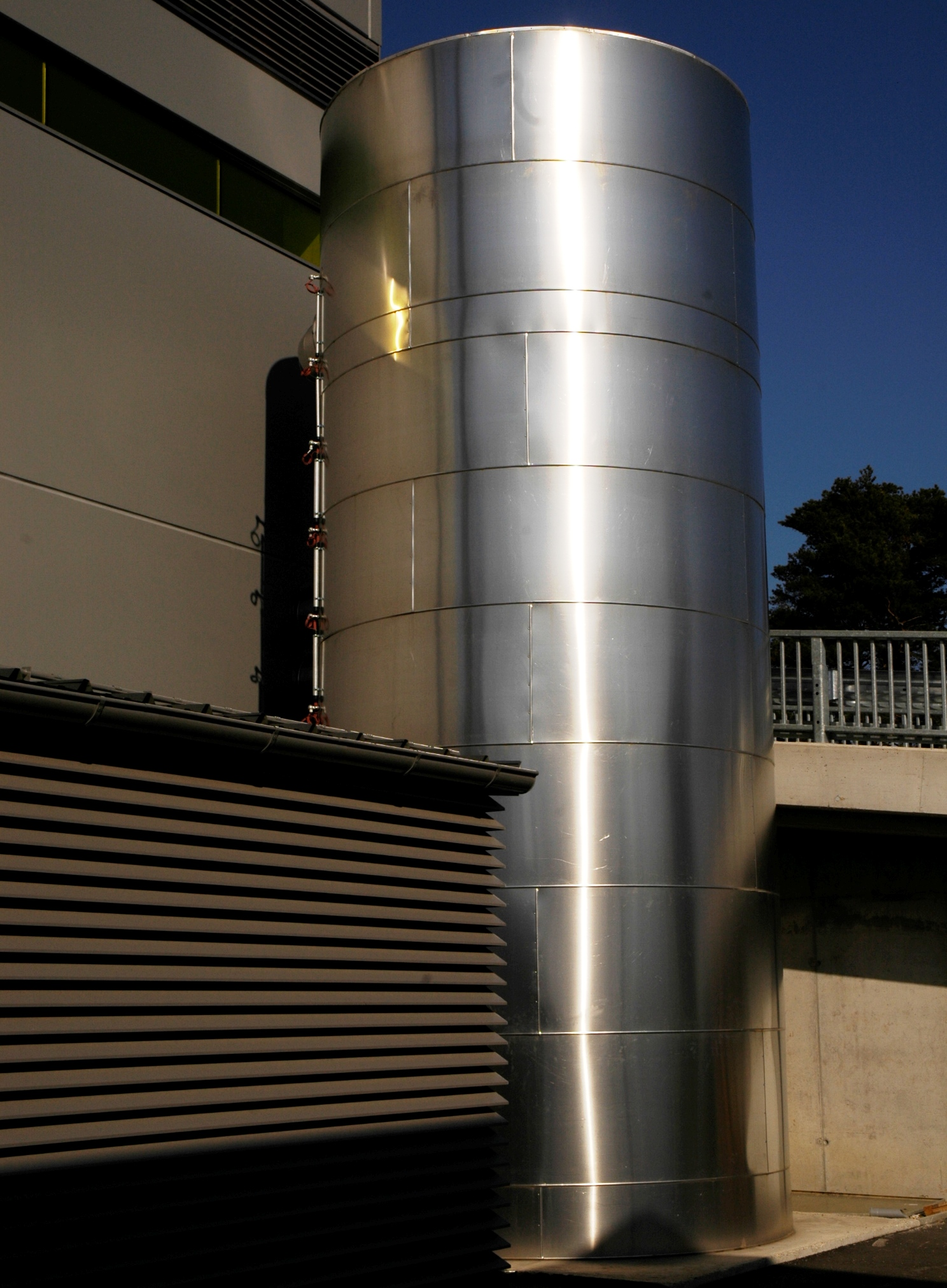
Fernwärmespeicher mit 100 m³ Inhalt eines Biomasseheizwerkes, rund 4 MWh Speichervermögen je Ladevorgang in Maria Gugging

Fernwärmenetze liefern den Kunden die notwendige Wärme für Heizzwecke, Warmwasserbereitung und als Prozesswärme. Der Wärmebedarf bei Tag (etwa in der Zeit von 7 bis 20 Uhr) ist wesentlich höher als in der Nacht und insbesondere die Tagesverbrauchsspitze in der Zeit von 7 bis 9 Uhr ist manchmal fast dreimal so hoch wie die Leistungsabgabe in der Nacht (vgl. Nachtabsenkung). Diese Leistungsspitzen müssen durch Wärmeerzeugungsanlagen bereitgestellt werden, was die Vorhaltung von Kapazitäten für die Spitzenlast erfordert, die nur kurze Zeit – manchmal nur wenige Minuten am Tag – betrieben werden. Um die Wärmeerzeugung besser auszulasten, besteht die Möglichkeit, in der Nacht Wärme in den Speicher zu laden und diese am Tage, insbesondere in der Morgenspitze, wieder zu entnehmen.
Ein weiterer Anwendungsfall ist die energiewirtschaftliche Optimierung und Flexibilisierung („funktionaler Stromspeicher“) von KWK-Anlagen. Bei niedrigem Preis an der Strombörse fahren Heizkraftwerke herunter und die Wärmekunden werden aus dem Wärmespeicher versorgt. Dabei beziehen die Endkunden Elektrizität aus dem Netz. Umgekehrt können Heizkraftwerke bei hohem Preis hochfahren und Elektrizität über den Bedarf der lokalen Stromkunden ins übergelagerte Netz einspeisen, selbst wenn der Wärmebedarf niedrig ist, weil die Nutzwärme im Fernwärmespeicher zwischengepuffert werden kann. Mit der Speicherung auf der thermischen Seite kann der Anlagenbetrieb flexibilisiert werden, was die Systemintegration von erneuerbaren Energien unterstützt. Der Fernwärmespeicher wirkt im Zusammenspiel mit der KWK-Anlage wie ein elektrischer Energiespeicher (EES): bei niedrigem Preis wird elektrische Energie aus dem Netz aufgenommen, bei hohem Preis wird sie ins Netz eingespeist. Fernwärmenetze und -speicher ermöglichen die Nutzung von Abwärme, Solarthermie, Geothermie und Müll für die Wärmeversorgung und sind somit ein wesentlicher Baustein der Wärmewende.

## Aufbau und Betrieb von Fernwärmespeichern

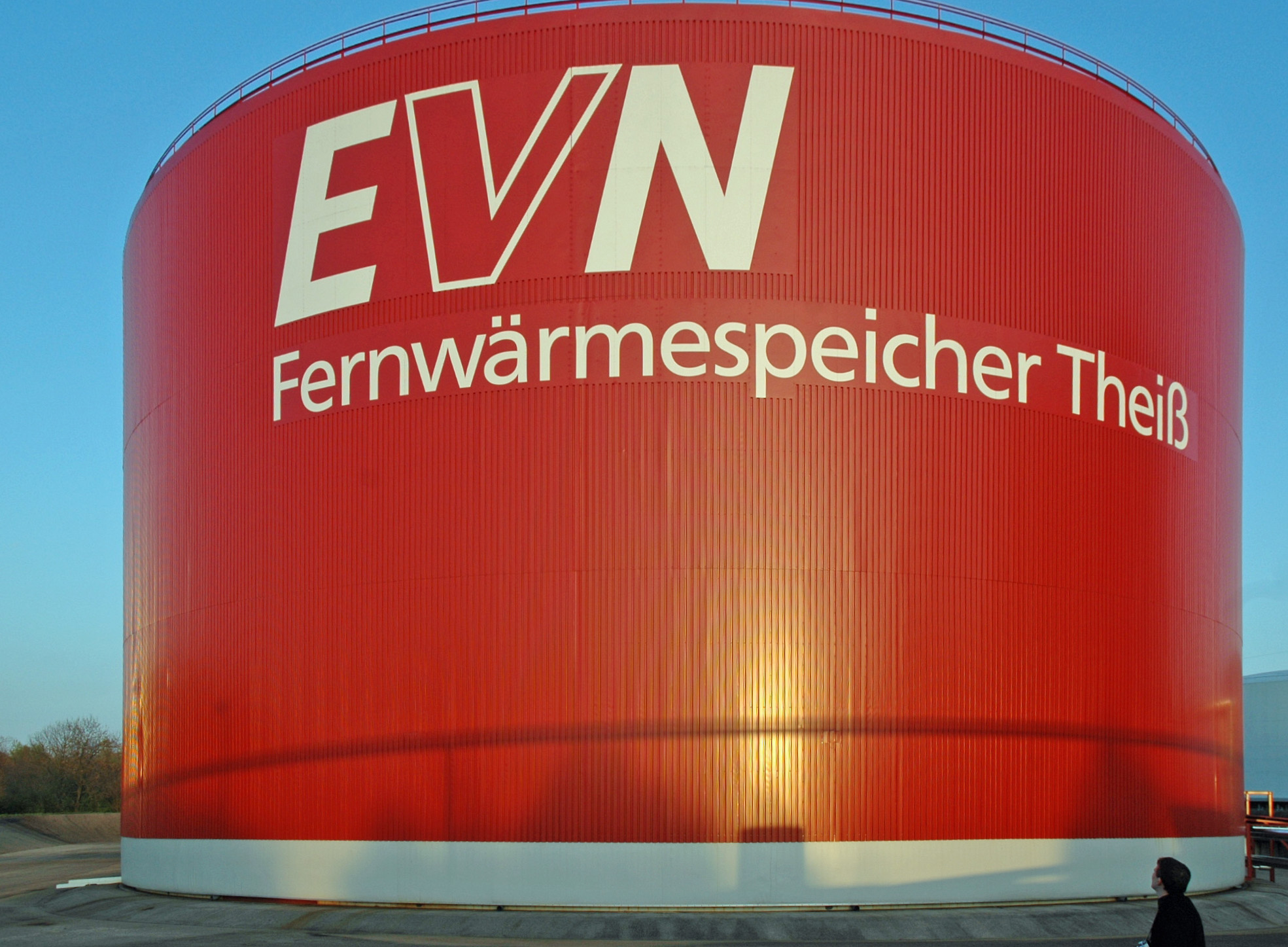
Fernwärmespeicher des Kraftwerkes Theiß mit 50.000 m³ Inhalt, welcher das Fernwärmenetz Krems speist. Speichervermögen 2 GWh je Ladevorgang

Fernwärmespeicher lassen sich grundsätzlich nach der Bauweise und nach dem Betrieb einteilen.

### Einteilung nach Bauweise
Bei der Einteilung nach Bauweise unterscheidet man in
- drucklose Fernwärmespeicher, also bis maximal 100 °C (Einzonenspeicher) bzw. 115 °C (Zweizonenspeicher) betreibbare, und
- Druckspeicher, die mit über 100 °C und gegebenenfalls bis ca. 150 °C betreibbar sind.[4]

Beim drucklosen Speicher nimmt der Fernwärmespeicher selbst die Volumenänderung auf, die durch die Erwärmung entsteht. Das Wasser im Speicher steht nicht unter Überdruck und kann daher nur bis 98 °C aufgeheizt werden. Dies macht im Winter eine Nachheizung auf die geforderte Vorlauftemperatur im Wärmenetz notwendig. Ein Beispiel für diese Bauart ist der Fernwärmespeicher des Kraftwerkes Theiß (siehe Foto). Ein druckloser Speicher kann gleichzeitig als Druckhalteeinrichtung genutzt werden; Voraussetzung dafür ist, dass der Wasserspiegel des Speichers über dem hydrostatischen Nullpunkt des Fernwärmenetzes liegt. Damit stellt der Wärmespeicher gleichzeitig die Druckhaltung für das Fernwärmenetz dar, so wie dies beim 2011 in Betrieb genommenen Salzburger Fernwärmespeicher realisiert wurde. Kann ein druckloser Speicher nicht hoch genug gebaut werden, um den hydrostatischen Druck des Wärmenetz auszugleichen, muss bei drucklosen Speichern bei Entnahme von Wärme der Rücklauf des Heizwassers über eine Drossel in den Speicher hineingelassen werden und andererseits das heiße Wasser von der Oberseite mittels einer Pumpe auf den Druck des Fernheiznetzes gebracht werden.
Eine Sonderbauart stellen die Zweizonenspeicher dar, bei diesen lastet über eine Zwischendecke getrennt kälteres Wasser über der eigentlichen, heißen Zone und sorgt so für genügend statischen Druck, dass das heiße Wasser unter der Zwischendecke bei Temperaturen von 110 bis 115 °C nicht verdampfen kann.

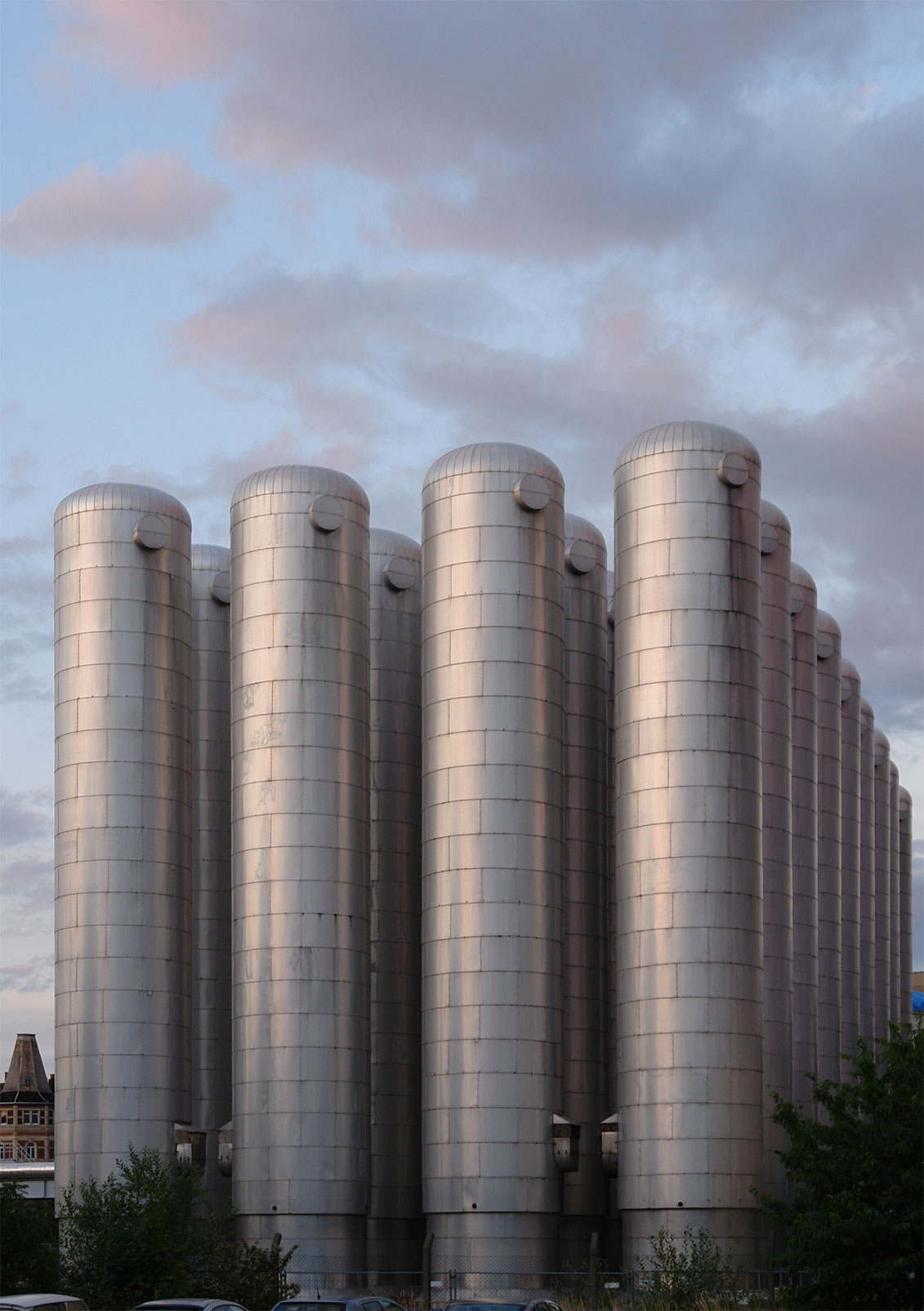
Fernwärmespeicher in Chemnitz

Dieser Energieaufwand zur Druckerhöhung kann bei den Druckspeichern entfallen, zudem ermöglichen sie höhere Speichertemperaturen über dem Siedepunkt von Wasser, was die Notwendigkeit der Nachheizung verringert. Die Volumenänderung aufgrund der Wärmeausdehnung des Wassers wird durch die Druckhaltung aufgenommen bzw. abgeführt. Nachteilig ist bei Druckspeichern, dass nur begrenzte Durchmesser möglich sind, weil ansonsten die Zugkräfte in der Speicherwand zu groß werden. Daher können größere Volumina nur in Modulbauweise dargestellt werden, was relativ kostenträchtig ist (Wandmaterial) im Vergleich zu großen drucklosen Speichern. Ein Bauartbeispiel hierfür ist der Fernwärmespeicher in Chemnitz (siehe Foto).

### Einteilung nach Betriebsweise

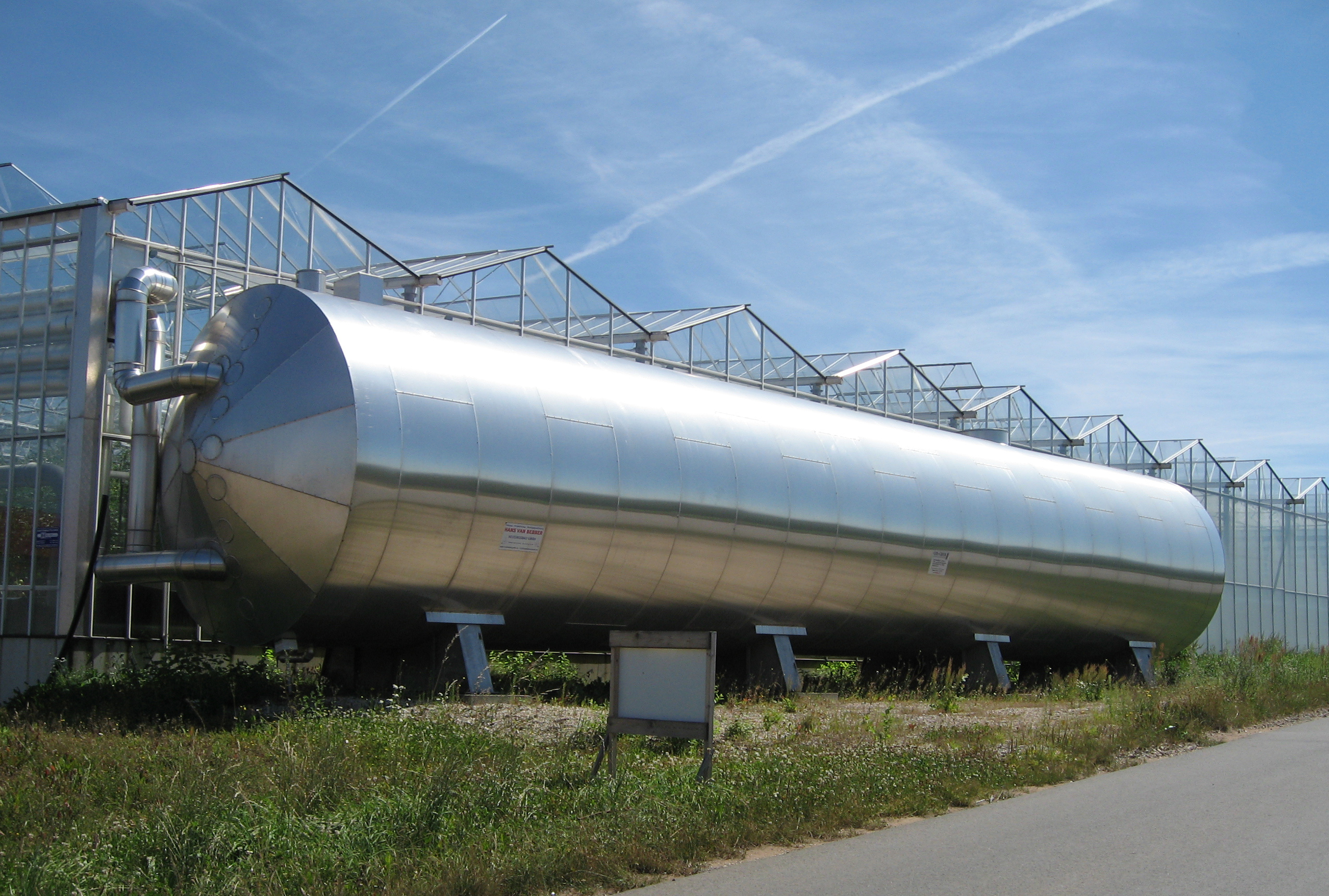
Puffer (Heiztechnik), also reine Verwendung durch nur einen Verbraucher, ein Gewächshaus

Man kann Fernwärmespeicher auch funktional nach der Betriebsweise und damit der Anzahl von Ladezyklen bzw. der Speicherzeitkonstante T = Energie/Leistung einteilen. Bei dieser Herangehensweise lassen sich folgende Arten unterscheiden:
- Kesselmindestlastspeicher,
- Morgenspitzenspeicher,
- Tagesspeicher,
- Wochenendspeicher[4] und
- Saisonalspeicher.

## Kältespeicher
Speicher für Kälte sind grundsätzlich ähnlich aufgebaut wie Fernwärmespeicher. Aufgrund der meist geringen Temperaturspreizung zwischen Vor- und Rücklauf sind diese jedoch bezogen auf ihre Speicherarbeit zumeist besonders groß.

### Eisspeicher
(Zur Wärmespeicherung mithilfe von Eisspeichern siehe Eis-Speicher-Wärmepumpe)
Ein besonderer Typ von Kältespeichern sind Eisspeicher, die früher als Eiswasserspeicher in Molkereien und Brauereien in Anwendung waren. Dabei wird das Kältemittel (früher zumeist Ammoniak, heute oftmals das FKW-Kältemittel 134a) direkt innerhalb von in einem Wasserbecken liegenden Stahlrohren verdampft. An der Außenseite bilden sich Eisschichten. Dieses Eis speichert die Kälte, sodass bei stoßartiger Kühlwasserentnahme aus dem Wasserbecken genügend Kälte bereitgestellt werden kann.
Anwendungsbeispiel: In der Milchsammelstelle wurde früher morgens und/oder abends warme Milch angeliefert, die in kurzer Zeit abgekühlt werden musste, was periodisch wiederkehrend kurzfristig hohe Kühlenergien erforderte. Für diese Anwendung ist die Eiswasserspeicheranlage auch heute noch nützlich, da das für die Kühlung notwendige Eis über die Nacht oder zumindest über eine längere Dauer und mit einer leistungsschwächeren Kühlmaschine erzeugt werden kann als bei einer Direktkühlung. Müssen beispielsweise 6.000 Liter Milch von 30 °C auf 4 °C zügig abgekühlt werden, so wird dazu eine Eismasse von ca. 2.000 kg benötigt.
Bei neueren Anlagen wird die Kälte von der Kältemaschine direkt auf ein Wasser-Glykolgemisch bei Minusgraden übertragen, das in Kunststoffleitungen in mehreren Rohrreihen durch das Kühlwasserbecken fließt. An den Rohrschlangen bildet sich Eis, welches über die hohe Schmelzenthalpie wesentlich mehr Kälte speichern kann als Wasser.
Die mit Eisspeichern erreichte Kosteneinsparung basiert darauf, dass die für die Spitzenlastdeckung vorgesehene Kompressionskältemaschine nicht in der Hochtarifzeit läuft und die notwendige Kälte vom Eisspeicher bereitgestellt wird. In den Nachtstunden (Niedertarifzeit) wird er von der Kältemaschine wieder aufgeladen und somit für den Tag neues Eis bereitgestellt. Neben diesem Kostenvorteil durch günstigere Stromtarife gibt es auch einen thermodynamischen Vorteil: In der Nacht ist, bedingt durch die niedrigere Außentemperatur, die Arbeitszahl der Kältemaschine besser, weshalb die für die Eisherstellung notwendige tiefere Temperatur bei geringfügig besserer Arbeitszahl erzeugt werden kann.

## Berechnung der Speicherdichte
Die Speicherdichte {\displaystyle \mathbb {Q} } (kWh/m³) gibt als Kenngröße an, wie viel Energie (kWh) in einen Kubikmeter Speicher gepuffert werden kann. Sie errechnet sich – im Falle ohne Phasenumwandlung – durch:
{\displaystyle \mathbb {Q} ={\frac {\rho \,c_{\mathrm {p} }\,\Delta T}{3600}}}
wobei:
{\displaystyle \Delta T} die Temperaturdifferenz zwischen einströmenden und ausströmenden Medium des Speichers in Kelvin,
{\displaystyle \rho } die Dichte in kg m−3 und
{\displaystyle c_{\mathrm {p} }} die isobare Wärmekapazität kJ kg−1 K−1 ist.
Bei einer Phasenumwandlung wird die Speicherdichte zusätzlich erhöht. Die im Phasenwechsel gespeicherte Energie errechnet sich zu:
{\displaystyle \mathbb {Q} ={\frac {\rho {L}}{3600}}}
wobei:
{\displaystyle \rho } die Dichte in kg m−3
{\displaystyle L} ist die Schmelzenthalpie kJ kg−1

### Typische Speicherdichten
- Kältespeicher auf Basis einer Wasserfüllung: 7 kWh/m³ bzw. je Grad Temperaturdifferenz 1,16 kWh/m³K[5]
- Kältespeicher mit Phasenumwandlung von Wasser (fest-flüssig): 60 bis 80 kWh/m³[5]
- Druckloser Fernwärmespeicher auf Basis einer Wasserfüllung: 30 – 40 kWh/m³ (bei Mehrzonen-Systemen auch mehr)
- Fernwärmedruckspeicher: 90 kWh/m³

## Liste großer Fernwärmespeicher und Kältespeicher

### Realisierte Speicher
| Unternehmen                            | Standort                                    | Volumen in m³ | Energie in MWh | Typ   | Sonstige Hinweise |
| -------------------------------------- | ------------------------------------------- | ------------- | -------------- | ----- | --- |
| Marstal Fernwärme                      | Marstal (DK)                                | 75.000        | 4.350          | Wärme | Erdbecken-Wärmespeicher für Nahwärmenetz mit 2.200 Einwohnern, Betriebszeitraum seit 2012                                                        |
| BEW Berliner Energie und Wärme GmbH    | Berlin, Heizkraftwerk Reuter West           | 56.000        | 2.600          | Wärme | Durchmesser 43 m, Höhe 45 m; Investvolumen ca 20 M€, Inbetriebnahme 2024                                                                         |
| EVN AG                                 | Gedersdorf, Kraftwerk Theiß/NÖ              | 50.000        | 2.200          | Wärme | Höhe 25 m, Durchmesser 50 m, Wärmelieferung für Krems und Gedersdorf durch die EVN Wärme GmbH auch etwa 15 km nach Grunddorf                     |
| EVH GmbH                               | Halle (Saale), HKW Dieselstraße             | 50.000        | 2.000          | Wärme | Höhe 45 m, Durchmesser 40 m; Inbetriebnahme 19. September 2018                                                                                   |
| Grosskraftwerk Mannheim AG (GKM)       | Mannheim                                    | 45.000        | 1.500          | Wärme | Höhe 36 m, Durchmesser 40 m, max. Wassertemperatur 98 °C. Unterstützt Fernwärmenetz Raum Mannheim, Heidelberg, Speyer. Wärmestromdichte <12 W/m² |
| Stadtwerke Potsdam                     | HKW Potsdam Süd                             | 41.224        | 1.200          | Wärme | Höhe 48 m, Durchmesser 45 m, Inbetriebnahme Januar 2016; ca. 11,6 Mio Projektkosten                                                              |
| Linz AG                                | Linz, Fernheizkraftwerk Linz-Mitte          | 34.500        | 1.350          | Wärme | Höhe 65 m, Durchmesser 27 m; Speichertemperatur zwischen 55 und maximal 97 °C                                                                    |
| N-ERGIE AG                             | Nürnberg, Heizkraftwerk Sandreuth           | 33.000        | 1.500          | Wärme | Höhe 70 m, Durchmesser 26 m; druckloser Zwei-Zonen-Speicher mit Temperaturen bis 113 °C, Investvolumen 12 M€, Inbetriebnahme Jan 2015            |
| Dong Energy                            | Dänemark, Kraftwerk Studstrup               | 30.000        | 1.200 ∗        | Wärme | [ 17 ] |
| Stadtwerke Flensburg                   | Flensburg                                   | 29.300        | 1.100          | Wärme | Inbetriebnahme Januar 2013 mit 30 MW E-Kessel |
| Salzburg AG                            | Salzburg                                    | 29.000        | 1.100          | Wärme | Höhe 44 Meter, Durchmesser 29 m, im Dezember 2011 in Betrieb genommen                                                                            |
| Fernwärme Verbund Saar GmbH            | Dillingen/Saar, ZKS-Gelände                 | 22.800        | 912 ∗          | Wärme | Höhe 60 m, Durchmesser 22 m, Foto |
| Kraftwerk Timelkam                     | Timelkam, Österreich                        | 20.000        | 800 ∗          | Wärme | max. Wassertemperatur 98 °C, Inbetriebnahme Ende 2009                                                                                            |
| E.ON Thüringer Energie AG              | Jena                                        | 13.000        | 520 ∗          | Wärme | Höhe 43 Meter, Durchmesser 21 Meter; Bauzeit 2010–2011.                                                                                          |
| Hrvatska Elektroprivreda               | Osijek, Kroatien                            | 11.400        |                | Wärme | Höhe 50 Meter, Durchmesser 17,8 Meter, Betriebsdruck 16 bar.                                                                                     |
| Wien Energie                           | Wien                                        | 11.000        | 850            | Wärme | Zwei Speicher, je: Höhe 45 Meter, Durchmesser 14 Meter; Druckspeicher 6 bar (Kopfdruck); Inbetriebnahme Ende 2013                                |
| Onyx Kraftwerk Zolling GmbH & Co. KGaA | Zolling                                     | 10.000        | 400            | Wärme | Höhe 23 m, Durchmesser 24 m, druckloser Speicher mit einer maximalen Wassertemperatur von 95 °C, in Betrieb seit 1988                            |
| Fernheizwerk Neukölln AG               | Berlin, Heizwerk Weigandufer                | 10.000        | 300            | Wärme | Höhe 22 Meter, Durchmesser 26 Meter; umgebauter Heizöltank, 2,8 M€, Inbetriebnahme März 2015, 4*2,5 MW E-Heizer                                  |
| Stadtwerke Augsburg Energie GmbH       | Augsburg, Heizkraftwerk Augsburg Ost        | 8.000         | 320 ∗          | Wärme | [ 28 ] |
| Stadtwerke Chemnitz                    | Chemnitz, Georgstraße                       | 8.000         |                | Wärme | 36 Stück Druckspeicher (50° 50′ 32,49″ N, 12° 55′ 14,44″ O)                                                                                      |
| Stadtwerke Münster                     | Münster                                     | 8.000         |                | Wärme | Vier Speicher à 2000 m³, zum GuD-Kraftwerk Münster Hafen; installiert im alten Kohlebunker am Hafen                                              |
| Energieversorgung Offenbach            | Offenbach, Goethering                       | 8.000         | 250            | Wärme | Investition von 2,36 M€ für Speicher und Regleranlagen                                                                                           |
| EVH GmbH                               | Halle (Saale), HKW Dieselstraße             | 6.800         | 280            | Wärme | Höhe 22 m, Durchmesser 22 m; Inbetriebnahme 2006                                                                                                 |
| Østkraft                               | Rønne                                       | 6.700         | 268 ∗          | Wärme | Holz als Energieträger: Tabelle 19 mit Beschreibung der Anlage                                                                                   |
| Boehringer Ingelheim                   | Biberach                                    | 6.500         | 45 ∗           | Kälte | Höhe 27 m |
| Stadtwerke München                     | München                                     | 5.700         | 330            | Wärme | Betriebszeitraum seit 2007 |
| Vestkraft a.m.b.a.                     | Måbjerg bei Holstebro                       | 5.000         | 200 ∗          | Wärme | Holz als Energieträger: Schaubild 25, Verfahrensfliessbild der Anlage                                                                            |
| Assens Fjernvarme                      | Assens                                      | 5.000         | 200 ∗          | Wärme | Zwei Speicher à 2.500 m³; Umbau von alten Öltanks                                                                                                |
| E.ON Hanse Wärme GmbH                  | Hamburg                                     | 4.150         | 240            | Wärme | „Hamburg II“, Betriebszeitraum seit 2010 |
| Elektrizitätswerk Wels AG              | Wels                                        | 4.000         | 160 ∗          | Wärme | |
| Stadtwerke Chemnitz                    | Chemnitz, Georgstraße                       | 3.500         | 32             | Kälte | Höhe 19 m, Durchmesser 17 m; Kurzzeit-Großkältespeicher                                                                                          |
| Stadtwerke Ingolstadt                  | Ingolstadt, Ringlerstraße                   | 3.200         | 170            | Wärme | 2 Speicher je Höhe 25 m, Durchmesser 12 m, Druckspeicher, Inbetriebnahme Ende 2018                                                               |
| Stadtwerke Leipzig                     | Leipzig, Arno-Nitzsche-Straße               | 3.000         | 225            | Wärme | 9 Speicher je Höhe 29 m, Durchmesser 4 m, Druckspeicher; 3,5 Mio Euro.                                                                           |
|                                        | Gdingen                                     | 35.000        |                | Wärme | Höhe 60 Meter, Durchmesser 30 Meter |
| Gemeindewerke Großkrotzenburg          | Großkrotzenburg                             | 2.800         | 100            | Wärme | Höhe 25 m, Durchmesser 12 m, Flachbodentank, System Hedbäck (schwimmende Düse), kann zur Druckhaltung genutzt werden.                            |
| Pimlico District Heating Undertaking   | London                                      | 2.500         | 100 ∗          | Wärme | Höhe 41 Meter, Inbetriebnahme 1950, ursprünglich versorgt durch Battersea Power Station                                                          |
| Fernwärme Ulm GmbH                     | Ulm, MHKW Donautal                          | 2.500         | 140            | Wärme | Höhe 29 Meter, Durchmesser 11,5 Meter; Betriebsdruck 5,7 bar; Inbetriebnahme 2014, Projektkosten ca. 2,8 Mio Euro                                |
| Solarcomplex                           | Emmingen-Liptingen, Bioenergiedorf Emmingen | 1.000         | 46             | Wärme | Höhe 6,4 m, Durchmesser 16 m; Temperaturbereich 55 °C bis 95 °C; 1000 W maximale Leistung; oberirdischer Tankspeicher                            |
| medl GmbH                              | Mülheim an der Ruhr, Duisburger Straße 50   | 900           | 57,6           | Wärme | 4 Speicher à 225.000 l, 2 Speicher IB 1998, Erweiterung um zwei Speicher im Jahr 2015 Betrieb mit Wasser, 115/60 °C, 8 bar                       |
| Stadtwerke Rosenheim                   | Rosenheim, Färberstraße                     | 500           | 20             | Wärme | Höhe 20 Meter, Durchmesser 4 Meter, 2 Stück, Foto                                                                                                |
| Bioenergie Steyr                       | Behamberg, Ramingdorf 5                     | 250           | 17,5 ∗         | Wärme | Höhe 20 Meter, Durchmesser 4,2 Meter, Betriebsdruck 16 bar, Speichertemperatur 160 °C; Inbetriebnahme Oktober 2012                               |
| Stadtwerke Zehdenick                   | Zehdenick, Friedhofstraße                   | 150           | 10,5 ∗         | Wärme | 3 Speicher je Höhe 11 Meter, Durchmesser 2,5 Meter, Betriebsdruck 16 bar, Speichertemperatur 85 °C; Inbetriebnahme Januar 2004                   |

### Speicher in Planung und Bau

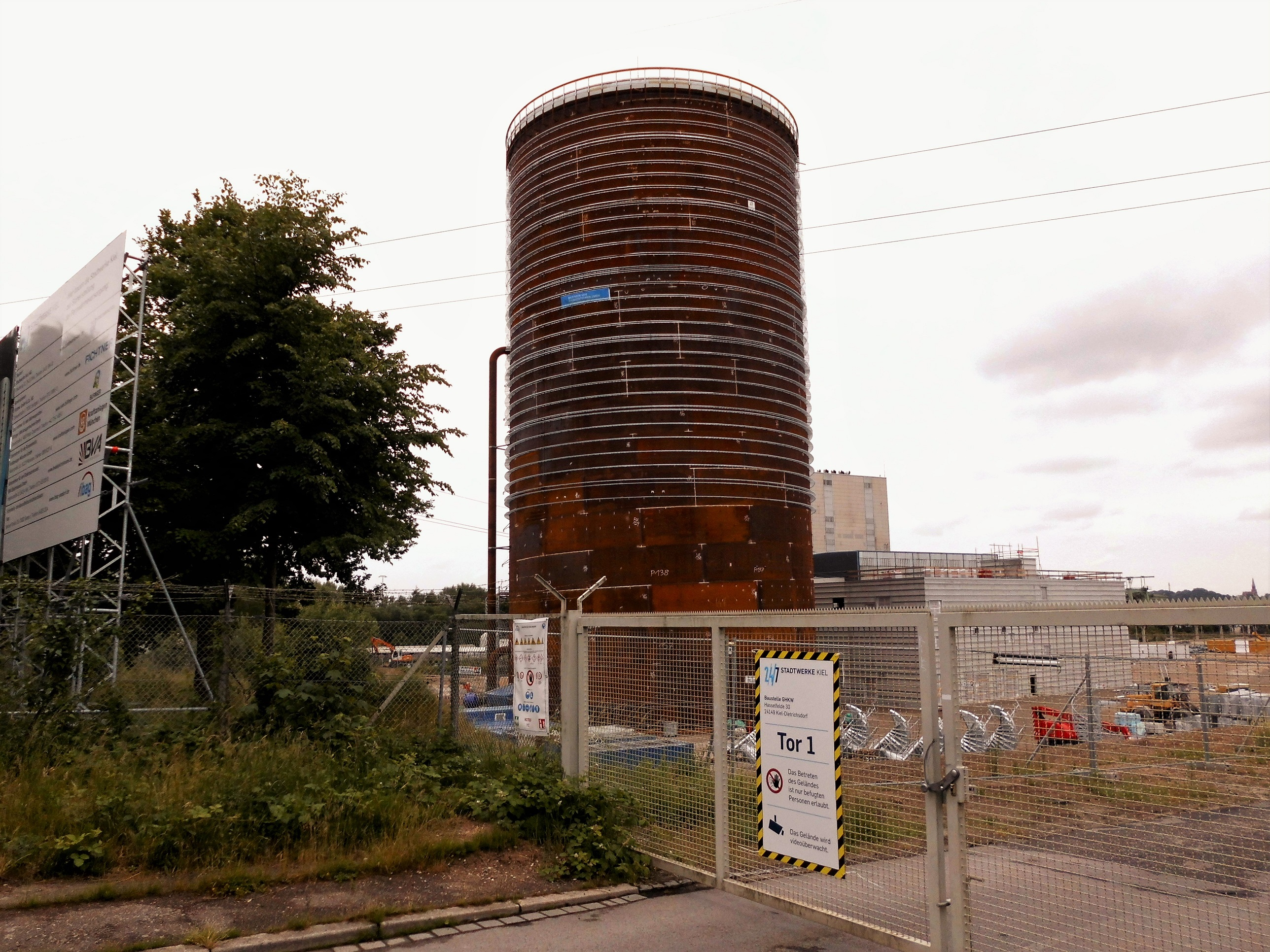
Rohbau des Kieler Fernwärmespeichers, Juni 2016

| Unternehmen               | Standort                               | Volumen in m³ | Energie in MWh | Typ   | Sonstige Hinweise                                                                         |
| ------------------------- | -------------------------------------- | ------------- | -------------- | ----- | ----------------------------------------------------------------------------------------- |
| Stadtwerke Kiel           | Kiel                                   | 42.000        |                | Wärme | Höhe 60 m, Inbetriebnahme Ende 2025 geplant                                               |
| Fernwärme Ulm GmbH        | Ulm, HKW Magirusstraße                 | 36.000        | 1500           | Wärme | Höhe 80 Meter, Durchmesser 25 Meter; Zweizonenspeicher 110 °C; Inbetriebnahme 2025        |
| Stadtwerke Düsseldorf     | Düsseldorf, Auf der Lausward           | 35.000        | 1.480          | Wärme | Höhe 57 m, Durchmesser 30 m; Inbetriebnahme Ende 2016 geplant                             |
| Agro Energie Schwyz AG    | Ibach, bei Schwyz                      | 28.000        | 1.300          | Wärme | Höhe 50 m, Durchmesser 30 m, Drucklos, Vorlauf 95 °C, Rücklauf 50 °C, Inbetriebnahme 2020 |
| Stadtwerke Neubrandenburg | Neubrandenburg                         | 23.000        | 700            | Wärme | Höhe 36 m, Durchmesser 30 m, Inbetriebnahme 2020                                          |
| Vattenfall                | Hamburg, Heizkraftwerk Tiefstack       | 20.000        | 900            | Wärme | geplante Inbetriebnahme 2014                                                              |
| Stadtwerke Heidelberg     | Heidelberg                             | 20.000        |                | Wärme | Höhe 55 m, Bruttovolumen 20.000, Netto 12.800, Zweizonen bis 115 °C, bis Ende 2019        |
| Energie SaarLorLux        | Saarbrücken, Heizkraftwerk Römerbrücke | 10.000        | 190            | Wärme | Höhe 44 m, Durchmesser 17 m, Vorlauf 98 °C, Bau im Rahmen des Projekts GAMOR              |